# Beovizija 2020
Die 10. Beovizija fand am 1. März 2020 statt und war der serbische Vorentscheid für den Eurovision Song Contest 2020 in Rotterdam (Niederlande). Die Band Hurricane gewann mit ihrem Lied Hasta la vista.

## Format

### Konzept
Am 30. August 2019 bestätigte die öffentlich-rechtliche Rundfunkanstalt Radio-Televizija Srbije (RTS) die Fortführung des Konzepts der Beovizija. Die genaue Ausgestaltung des Formats soll in den kommenden Monaten bekannt gegeben werden. Der Sieger soll wie in den Vorjahren zu 50 % vom Publikum und zu 50 % von einer Fachjury bestimmt werden.

### Beitragswahl
Vom 30. August bis 9. Dezember 2019 hatten Komponisten die Gelegenheit, einen Beitrag bei RTS einzureichen. Nach den klassischen Regeln des Festivals mussten die Beiträge  in serbischer Sprache verfasst sein bzw. in einer der offiziellen Amtssprachen Serbiens. Auch ausländische Komponisten konnten Beiträge einreichen, unter der Voraussetzung, dass die Interpreten die serbische Staatsbürgerschaft besitzen. Am 23. Dezember 2019 gab RTS bekannt, dass insgesamt 90 Beiträge eingegangen sind. Das sind 14 Lieder mehr als noch im Vorjahr und stellt somit die größte Anzahl an eingereichten Beiträgen seit der Rückkehr des Festivals dar. Danach wählte die Musikredaktion von RTS die Beiträge aus, die am Vorentscheid teilnehmen werden.

## Teilnehmer
Am 9. Januar 2020 wurden die 24 Teilnehmer und deren Beiträge veröffentlicht.

## Halbfinale

### Erstes Halbfinale
Das erste Halbfinale (Polufinale 1) fand am 28. Februar 2020 um 21 Uhr (MEZ) im RTS-Studio 8 in Belgrad statt. Sechs Interpreten qualifizierten sich für das Finale.
| Platz | Startnr. | Interpret                      | Lied Musik (M) und Text (T) | Sprache  | Übersetzung (Inoffiziell)   | Jury | Zuschauer                  | Zuschauer | Gesamt |
| Platz | Startnr. | Interpret                      | Lied Musik (M) und Text (T) | Sprache  | Übersetzung (Inoffiziell)   | Jury | Stimmen (Televoting & SMS) | Punkte    | Gesamt |
| ----- | -------- | ------------------------------ | --- | -------- | --------------------------- | ---- | -------------------------- | --------- | ------ |
| 01.   | 08       | Marko Marković                 | Kolači M: Vladimir Graić, Marko Marković; T: Nemanja Filipović, Leontina Vukomanović                                                  | Serbisch | Kuchen                      | 10   | 3.066                      | 10        | 20     |
| 02.   | 12       | Igor Simić                     | Ples za rastanak M: Daniel Kajmakoski, Matej Đakovski; T: Vladimir Danilović, Boško Čirković                                          | Serbisch | Tanz zum Abschied           | 12   | 2.939                      | 8         | 20     |
| 03.   | 06       | Andrija Jo                     | Oči meduze M: Jimmy Jansson, Palle Hammarlund; T: Andrijano Ajzi                                                                      | Serbisch | Die Augen der Medusa        | 4    | 5.611                      | 12        | 16     |
| 04.   | 10       | Neda Ukraden                   | Bomba M: Dušan Bačić, Dejan Nikolić; T: Dušan Bačić                                                                                   | Serbisch | Die Bombe                   | 6    | 1.848                      | 7         | 13     |
| 05.   | 04       | Thea Devy                      | Sudnji dan M: Pele Loriano, Beth Emily Morris, Dominic Scott, Ashley Hicklin; T: Thea Devy, Petar Spirić, Aleksandra Lazarević Spirić | Serbisch | Tag des Jüngsten Gerichts   | 8    | 1.541                      | 5         | 13     |
| 06.   | 01       | EJO                            | Trag M: Stevan Milijanović; T: Jelena Ćuslović                                                                                        | Serbisch | Die Spur                    | 3    | 1.569                      | 6         | 09     |
| 07.   | 02       | Milica Mišić                   | Kiša M/T: Sashka Janx | Serbisch | Regen                       | 5    | 1.325                      | 4         | 09     |
| 08.   | 07       | Sanja Bogosavljević            | Ne puštam M: Sanja Bogosavljević; T: Kristina Kovač                                                                                   | Serbisch | Ich werde es nicht zulassen | 7    | 0940                       | 0         | 07     |
| 09.   | 09       | Srđan Lazić                    | Duša i telo M: Srđan Lazić; T: Srđan Lazić, Dejan Ivanović                                                                            | Serbisch | Seele und Körper            | 2    | 1.217                      | 3         | 05     |
| 10.   | 03       | Ivan Kurtić feat. Mistik Cello | Sabajle M: Nikola Burovac; T: Miloš Roganović                                                                                         | Serbisch | Bei Dämmerung               | 1    | 1.147                      | 2         | 03     |
| 11.   | 11       | Amvon duo i Bilja              | Raj M/T: Tina Amvon | Serbisch | Paradies                    | 1    | 0999                       | 0         | 01     |
| 12.   | 05       | Karizma                        | Ona me zna M: Dušan Janićijević, Dejan Jelisavčić; T: Dejan Jelisavčić                                                                | Serbisch | Sie kennt mich              | 0    | 0963                       | 0         | 0      |

 Kandidat hat sich für das Finale qualifiziert.

### Zweites Halbfinale
Das zweite Halbfinale (Polufinale 2) fand am 29. Februar 2020 um 21 Uhr (MEZ) im RTS-Studio 8 in Belgrad statt. Sechs Interpreten qualifizierten sich für das Finale.
| Platz | Startnr. | Interpret                             | Lied Musik (M) und Text (T)                                      | Sprache                       | Übersetzung (Inoffiziell) | Jury | Zuschauer                  | Zuschauer | Gesamt |
| Platz | Startnr. | Interpret                             | Lied Musik (M) und Text (T)                                      | Sprache                       | Übersetzung (Inoffiziell) | Jury | Stimmen (Televoting & SMS) | Punkte    | Gesamt |
| ----- | -------- | ------------------------------------- | ---------------------------------------------------------------- | ----------------------------- | ------------------------- | ---- | -------------------------- | --------- | ------ |
| 01.   | 10       | Hurricane                             | Hasta la vista M: Nemanja Antonić; T: Kosana Stojić, Sanja Vučić | Serbisch mit spanischem Titel | Auf Nimmerwiedersehen     | 12   | 7.230                      | 12        | 24     |
| 02.   | 01       | LIFT                                  | Samo mi kaži M/T: Dimitrije Borčanin, Aleksa Vučković            | Serbisch                      | Sag es mir einfach        | 6    | 3.116                      | 10        | 16     |
| 03.   | 12       | Milan Bujaković feat. Olivera Popović | Niti M: Petar Pupić; T: Milan Bjelica, Petar Pupić, Luka Racić   | Serbisch                      | Fäden                     | 10   | 2.246                      | 5         | 15     |
| 04.   | 05       | Naiva                                 | Baš, baš M: Žika Zana; T: Jelena Zana                            | Serbisch                      | Wirklich, wirklich        | 8    | 2.255                      | 6         | 14     |
| 05.   | 11       | Ana Milenković                        | Tajna M/T: Dušan Bačić                                           | Serbisch                      | Geheimnis                 | 5    | 2.545                      | 8         | 13     |
| 06.   | 02       | Bane Mojićević                        | Cvet sa Prokletija M/T: Mirko Šenkovski Geronimo                 | Serbisch                      | Eine Blume von Prokletije | 3    | 2.359                      | 7         | 10     |
| 07.   | 08       | Ivana Jordan                          | Vila M/T: Ivana Jordan                                           | Serbisch                      | Fee                       | 7    | 0866                       | 9         | 07     |
| 08.   | 04       | Bojana Mašković                       | Kao muzika M: Goran Kovačić; T: Bojana Mašković                  | Serbisch                      | Wie die Musik             | 2    | 1.932                      | 4         | 06     |
| 09.   | 09       | Nenad Ćeranić                         | Veruj u sebe M/T: Alek Aleksov, Nenad Ćeranić                    | Serbisch                      | Glaube an dich selbst     | 4    | 1.017                      | 2         | 06     |
| 10.   | 06       | Rocher Etno Bend                      | Samo ti umeš to M/T: Rastko Aksentijević                         | Serbisch                      | Nur du kannst es tun      | 0    | 1.154                      | 3         | 03     |
| 11.   | 03       | Bora Dugić i Balkubano                | Svadba velika M/T: Nikola Burovac, Danijel Đurić                 | Serbisch                      | Große Hochzeit            | 0    | 0949                       | 1         | 01     |
| 12.   | 07       | Lazar Živanović                       | Puklo je nebo M: Michael James Day; T: Adis Eminić               | Serbisch                      | Der Himmel teilte sich    | 1    | 0787                       | 0         | 01     |

 Kandidat hat sich für das Finale qualifiziert.

## Finale
Das Finale fand am 1. März 2020 um 21 Uhr (MEZ) im RTS-Studio 8 in Belgrad statt.
| Platz | Startnr. | Interpret                             | Lied Musik (M) und Text (T) | Sprache                       | Übersetzung (Inoffiziell) | Jury | Zuschauer                  | Zuschauer | Gesamt |
| Platz | Startnr. | Interpret                             | Lied Musik (M) und Text (T) | Sprache                       | Übersetzung (Inoffiziell) | Jury | Stimmen (Televoting & SMS) | Punkte    | Gesamt |
| ----- | -------- | ------------------------------------- | --- | ----------------------------- | ------------------------- | ---- | -------------------------- | --------- | ------ |
| 01.   | 02       | Hurricane                             | Hasta la vista M: Nemanja Antonić; T: Kosana Stojić, Sanja Vučić                                                                      | Serbisch mit spanischem Titel | Auf Nimmerwiedersehen     | 12   | 19.781                     | 12        | 24     |
| 02.   | 10       | Naiva                                 | Baš, baš M: Žika Zana; T: Jelena Zana                                                                                                 | Serbisch                      | Wirklich, wirklich        | 8    | 04.825                     | 7         | 15     |
| 03.   | 05       | Igor Simić                            | Ples za rastanak M/T: Daniel Kajmakoski, Matej Đakovski; T: Vladimir Danilović, Boško Čirković                                        | Serbisch                      | Tanz zum Abschied         | 10   | 03.923                     | 4         | 14     |
| 04.   | 04       | Andrija Jo                            | Oči meduze M: Jimmy Jansson, Palle Hammarlund; T: Andrijano Ajzi                                                                      | Serbisch                      | Die Augen der Medusa      | 1    | 13.582                     | 10        | 11     |
| 05.   | 09       | Ana Milenković                        | Tajna M/T: Dušan Bačić | Serbisch                      | Geheimnis                 | 3    | 05.170                     | 8         | 11     |
| 06.   | 11       | Marko Marković                        | Kolači M: Vladimir Graić, Marko Marković; T: Nemanja Filipović, Leontina Vukomanović                                                  | Serbisch                      | Kuchen                    | 6    | 04.506                     | 5         | 11     |
| 07.   | 03       | Neda Ukraden                          | Bomba M: Dušan Bačić, Dejan Nikolić; T: Dušan Bačić                                                                                   | Serbisch                      | Die Bombe                 | 7    | 02.965                     | 2         | 09     |
| 08.   | 12       | Bane Mojićević                        | Cvet sa Prokletija M/T: Mirko Šenkovski Geronimo                                                                                      | Serbisch                      | Eine Blume von Prokletije | 2    | 04.650                     | 6         | 08     |
| 09.   | 01       | Milan Bujaković feat. Olivera Popović | Niti M: Petar Pupić; T: Milan Bjelica, Petar Pupić, Luka Racić                                                                        | Serbisch                      | Fäden                     | 5    | 02.544                     | 1         | 06     |
| 10.   | 06       | Thea Devy                             | Sudnji dan M: Pele Loriano, Beth Emily Morris, Dominic Scott, Ashley Hicklin; T: Thea Devy, Petar Spirić, Aleksandra Lazarević Spirić | Serbisch                      | Tag des Jüngsten Gerichts | 4    | 02.153                     | 0         | 04     |
| 11.   | 08       | LIFT                                  | Samo mi kaži M/T: Dimitrije Borčanin, Aleksa Vučković                                                                                 | Serbisch                      | Sag es mir einfach        | 0    | 03.454                     | 3         | 03     |
| 12.   | 07       | EJO                                   | Trag M: Stevan Milijanović; T: Jelena Ćuslović                                                                                        | Serbisch                      | Die Spur                  | 0    | 02.070                     | 0         | 0      |